# Aerangis kotschyana
Aerangis kotschyana (Rchb.f.) Schltr., 1918 è una pianta della famiglia delle Orchidacee, diffusa nell'Africa subsahariana.

## Descrizione

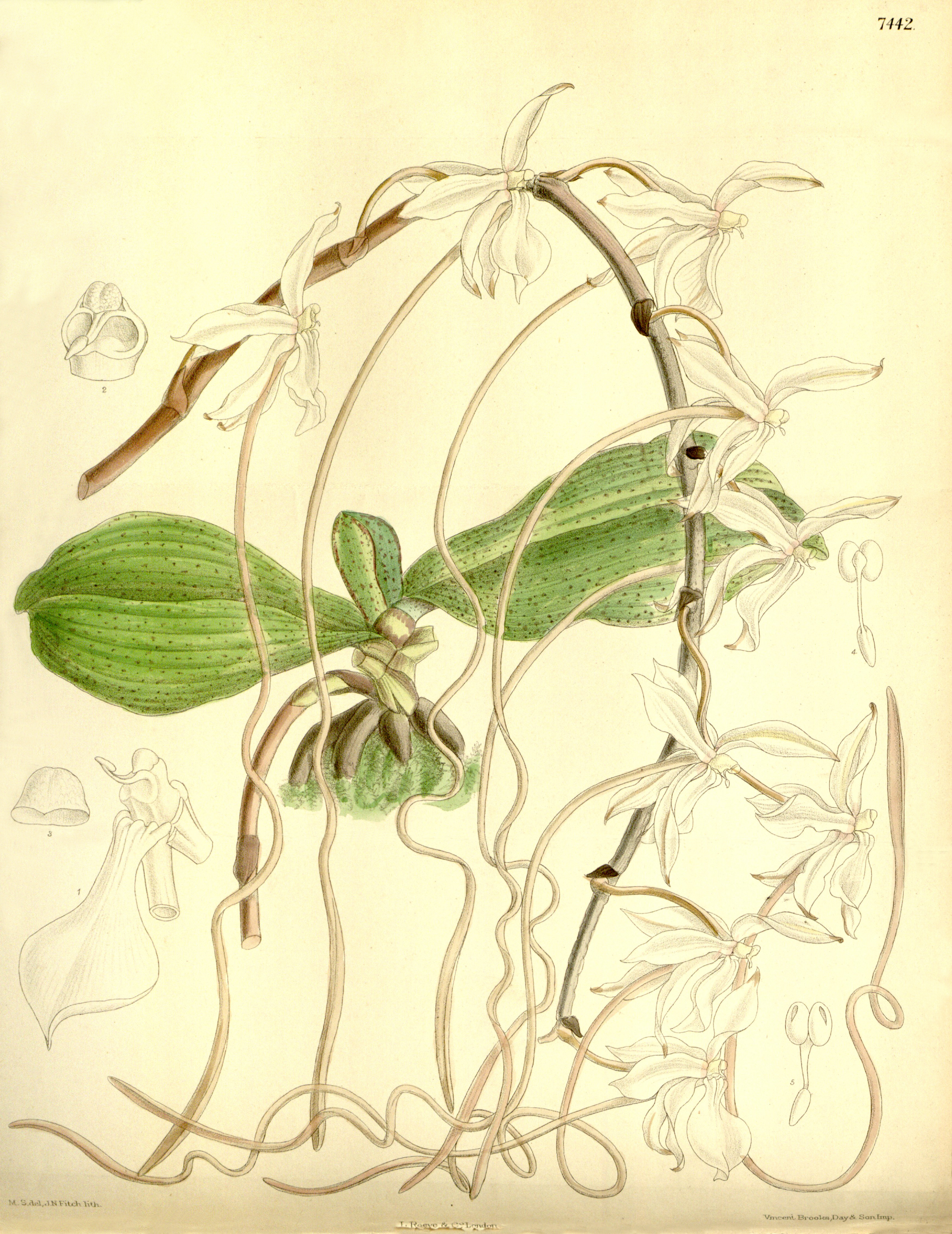

È una orchidea epifita, con fusti legnosi lunghi sino a 20 cm e di 15 mm di diametro.

Dal fusto si dipartono da 3 a 20 foglie di consistenza coriacea, di colore verde scuro, oblungo-obovate, con apice inegualmente bilobato e margine ondulato.

L'infiorescenza, arcuata o pendente, si origina dall'ascella foliare, e comprende sino ad una ventina di fiori di colore bianco, talora con sfumature color rosa salmone, con sepali e petali lanceolato-ellittici, arcuati, acuminati e un labello con margine marcatamente ricurvo, dalla cui base si diparte uno sperone pendulo lungo 13–22 cm, che presenta un andamento a spirale nel terzo distale.

## Biologia
Al pari di molte altre Angraecinae, Aerangis kotschyana si riproduce per impollinazione entomofila da parte di farfalle notturne della famiglia Sphingidae; nel caso specifico sono state chiamate in causa quali insetti pronubi due differenti falene, Agrius convolvuli e Coelonia fulvinotata, la cui spirotromba ha una lunghezza comparabile a quella dello sperone del fiore.

## Distribuzione e habitat
La specie è diffusa in gran parte dell'Africa subsahariana: Guinea, Nigeria, Sierra Leone, Burundi, Repubblica Centrafricana, Ruanda, Repubblica Democratica del Congo,  Etiopia, Sudan, Kenya, Tanzania, Uganda, Malawi, Mozambico, Zambia, Zimbabwe e Sudafrica (KwaZulu-Natal).